# Asaphococcus agninus
Asaphococcus agninus är en insektsart som beskrevs av Jennifer M. Cox 1987. Asaphococcus agninus ingår i släktet Asaphococcus och familjen ullsköldlöss. Inga underarter finns listade i Catalogue of Life.